# Hendrik Mommaerts
Henri David (Hendrik) Mommaerts (Leuven, 17 oktober 1886 - Den Haag, 4 januari 1980) was een Belgisch ingenieur, en tijdens de Eerste Wereldoorlog activist en lid van de Raad van Vlaanderen.

## Levensloop
Mommaerts was zoon van een aannemer. Hij volbracht de humaniora aan het Sint-Pieterscollege in Leuven en promoveerde in 1907 tot scheikundig ingenieur aan de Katholieke Universiteit Leuven. Tot in 1909 werkte hij in het rijkslaboratorium in Gent en ook korte tijd bij de Boerenbond. Hij werd vervolgens bestuurder-eigenaar van een zuivelfabriek in Broechem.
Vanaf de middelbare school werd Mommaerts zeer Vlaamsgezind, Groot-Nederlander en anti-Belgisch. Aan de universiteit werd hij lid van Met Tijd en Vlijt, van het Algemeen Nederlandsch Verbond en van het Algemeen Katholiek Vlaamsch Studentenverbond. In Gent stichtte hij in 1908 een afdeling van de Hogeschooluitbreiding, in 1911 werd hij secretaris van het Katholiek Vlaamsch Oud-Hoogstudentenverbond voor de provincie Antwerpen en in 1914 volgde hij Ernest Claes op als secretaris van het Katholiek Vlaamsch Secretariaat. Hij was betrokken bij de stichting van het dagblad De Standaard, en hij was het die de naam voorstelde die aan de krant werd gegeven.
Na de bezetting van België door de Duitsers einde 1914 sloot Mommaerts zich aan bij een kleine groep Antwerpse activisten. Er werd door de groep een weekblad opgericht onder de naam De Eendracht en hij nam er in oktober 1917 de leiding van op zich. Hij was ondertussen lid geworden van de Raad van Vlaanderen waar hij tot de groep behoorde van de gematigde unionisten. In augustus 1918 nam hij ontslag uit de Raad, waar de verdeeldheid groot was, samen met Antoon Picard, Arthur Claus, Max Oboussier en Walter Tamm. Het belette niet dat hij door de Duitsers werd voorgedragen als de Vlaamse minister van Landbouw binnen de gesplitste administratie.
Weinige tijd later was hij naar Nederland gevlucht, terwijl hij in België bij verstek werd ter dood veroordeeld. Hij bleef actief onder de oud-activisten en leidde in Den Haag het Vlaamsch Persbureau, een emanatie van het Vlaamsch Comité. Hij kreeg hiervoor financiële steun vanuit Duitsland. Nadat deze werking werd stopgezet, bleef hij nog actief in Vlaamsgezinde tijdschriften.
Ondertussen was hij in 1920 als octrooi-ingenieur actief, eerst in Den Haag, daarna in Amsterdam. In 1923 was hij weer in Den Haag en was er tot aan zijn pensionering in 1946 werkzaam bij de Bataafsche Petroleummaatschappij. Hij bleef nadien nog een twintigtal jaren actief in de petroleumsector.
In 1938 werd hij Nederlands staatsburger en hield zich voortaan ver verwijderd van de Vlaamse Beweging en tijdens de Tweede Wereldoorlog van collaboratie.
In zijn laatste levensjaren interesseerde hij zich voor de geschiedenis van het activisme en begeleidde Leuvense studenten die hieraan studies wijdden. Hij schreef ook verschillende enigszins gekleurde artikels voor de Encyclopedie van de Vlaamse Beweging over de Raad van Vlaanderen en verwante onderwerpen. Ze werden door Pieter Van Hees op objectiverende wijze herwerkt voor de Nieuwe encyclopedie van de Vlaamse Beweging.

## Publicaties
- Aan het Vlaamsche volk, 1917.
- Herinneringen aan de afwikkeling van het Vlaams activisme, in: Wetenschappelijke Tijdingen, 1968.
- Meer licht op het Vlaams-nationalistisch tijdschrift 'Vlaanderen', in: Wetenschappelijke Tijdingen, 1977.
- Het Belgisch expansionisme bij de herziening van de verdragen van 1839 en de vredesbesprekingen in Parijs in 1919, in: Wetenschappelijke Tijdingen, 1977 & 1978.